# Chadzidakis
Chadzidakis (gr. Χατζιδάκις) – nieznany z imienia grecki strzelec. Brał udział w Letnich Igrzyskach Olimpijskich 1896 w Atenach. Chadzidakis startował w konkurencji karabinu dowolnego w trzech postawach. Jego miejsce i wynik nie są znane, choć nie ukończył zawodów w pierwszej piątce.